# Джон Ґолден
Джон Л. Голден (англ. John L. Golden; 27 червня 1874 — 17 червня 1955) — американський актор, автор пісень, автор і театральний продюсер. Його найвідоміша пісня Бідний Метелик. Він створив безліч бродвейських шоу і чотири фільми.

## Біографія

### Ранні роки
Джон Л. Голден народився в Нью-Йорку 27 червня 1874. Він виріс у Восеон, Огайо, потім повернувся в Нью-Йорк, коли йому було чотирнадцять. Голден вчився на юридичному факультеті нью-йоркського університету. Він працював на хімічному підприємстві протягом тринадцяти років.

### Композитор
Голден почав кар'єру як автор текстів. Голден написав музику для Miss Prinnt, музичний фарс, в якому його друг Марі Дресслер був зіркою, яка відкрилася наприкінці 1900 року в Нью-Йорку. Він написав музику і текст для вистави Флоренза Зігфелда Над рікою (1912). Чарльз Діллінгем найняв Голдена, відомого як автора текстів, працювати над Hip-Hip-Hooray. Шоу отримало відмінні відгуки. Між 1909 і 1921 Р. Г. Бернсайд поставив багато вражаючих шоу, до яких писав пісні Голден.
Інші популярні пісні Голдена: Goodbye, Girls, I'm Through.

### Продюсер
З виручками від його Золотих пісень перемістився в створення і організацію показів. Він завжди уникав чого-небудь risquй. Його перша вистава була Поверніть направо (Turn to the Right; 1916). Це був хіт, оскільки відбулися наступні вісім з одинадцяти показів. Президент Вудро Вільсон відвідав шоу зі своєю дружиною, і сказав Голдену, що вистава була найцікавішою розвагою, яку він будь-коли бачив.
Інші хіти були Три розумні дурні, Сьоме небо, Перший рік і Клаудія. Останній хіт Голдена Три сім'ї (1943—1944).

### Фільми
Йолоп (1920), фільм за участю Бастера Кітона, був представлений Джоном Голденом спільно з Маркусом Лоу. У 1925 Голден був продюсером фільму Спасибі, адаптована п'єса Вінчелла Сміта і Тома Кушінга, режисера Джона Форда і з Джорджем О'Брайеном в головній ролі. В 1932 Голден став співпродюсером кіноверсії Ті, кого ми любимо, з Мері Астор в головній ролі.

### Сім'я і спадщина
Голден одружився з Маргарет Гестеріх в 1909 році. В 1920 році вони переїхали в Бейсід, Квінз. Вони купили 15-кімнатний будинок на 20 акрів (8,1 га) в Бейсіді, і дали 9 акрів (3,6 га) у власність для використання як бейсбольне поле та дитячий ігровий центр. Голден помер вдома від серцевого нападу 17 червня 1955.